# Papaverals
Papaverals (Papaverales) és un tàxon de dicotiledònies ubicat en l'ordre, que en l'antic sistema de Cronquist (Cronquist 1981, 1988) tenia les famílies Papaveraceae, Fumariaceae i Pteridophyllaceae. En els sistemes de classificació moderns com l'APG (1998
), el seu successor APG II (2003
), i el més actualitzat APW
) aquestes 3 famílies passen a ser subfamílies de la família Papaveraceae, i en són les subfamílies Papaveroideae, Fumarioideae i Pteridophylloideae. Papaveraceae pertany a l'ordre Ranunculales, i l'ordre Papaverales no es fa servir més.